# Schablonenmalerei
Die Schablonenmalerei ist eine Maltechnik, bei der mit Hilfe einer oder mehrerer Schablonen Wände, Decken oder auch andere Bauteile von Gebäuden ein- oder mehrfarbig gestaltet werden.

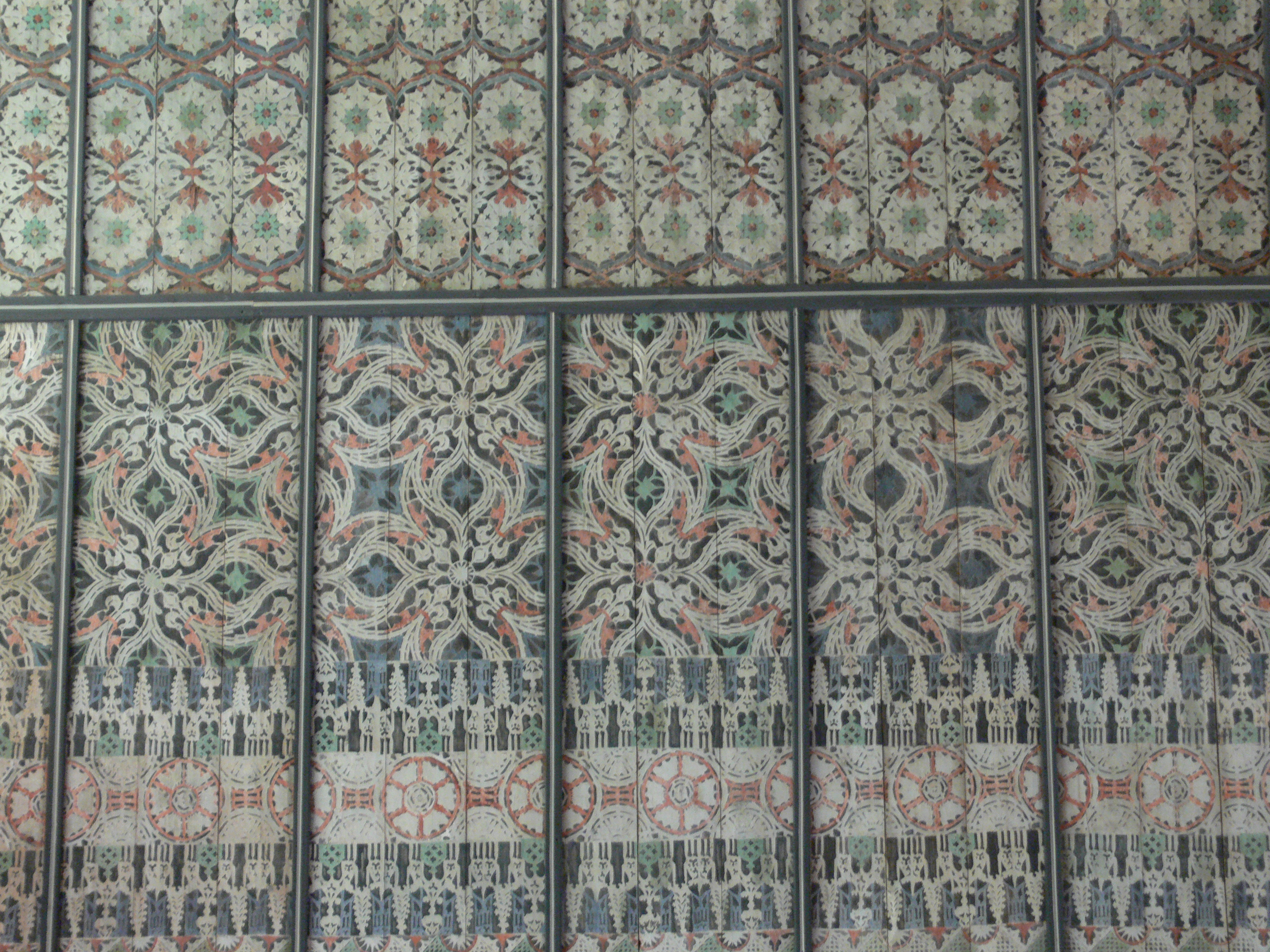
Spätgotische Schablonenmalerei an der Decke der St.-Michael-Kirche Reinstädt
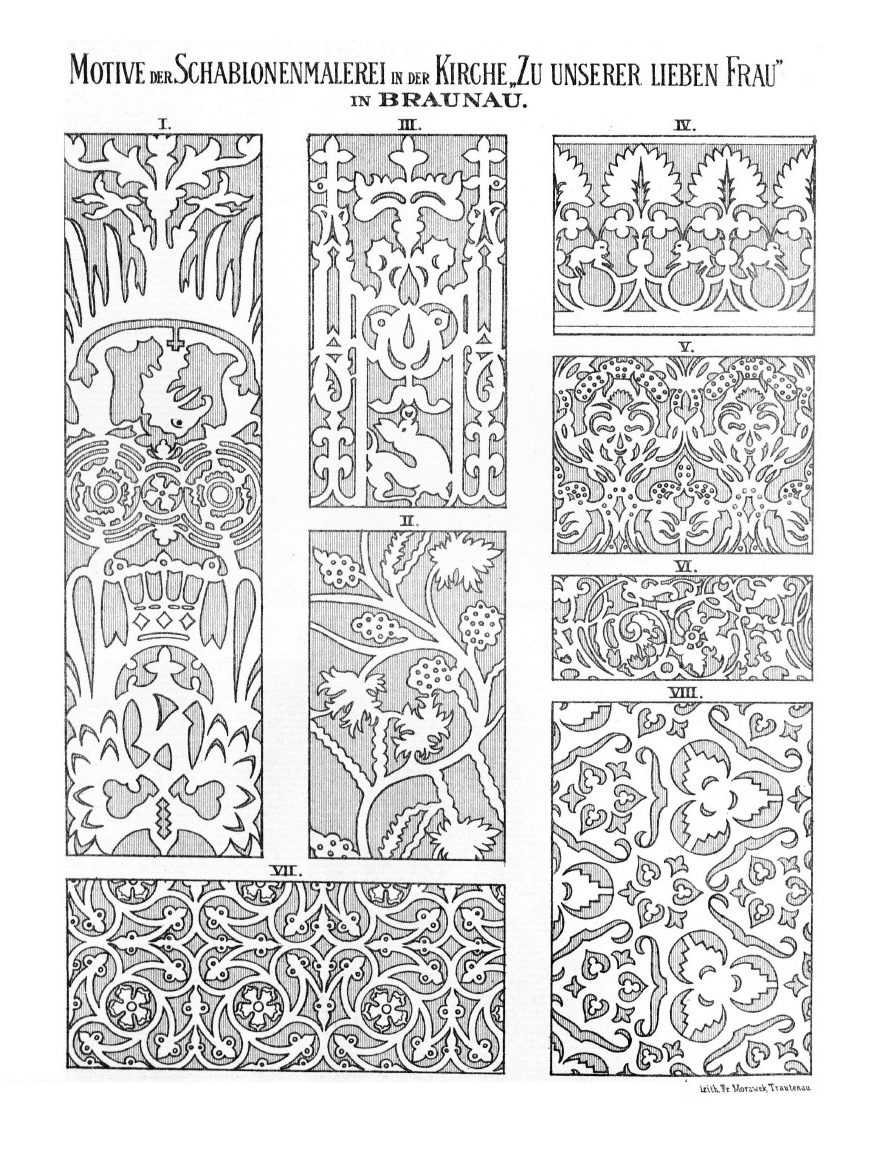
Motive der Schablonenmalerei in der Kirche Zu unserer lieben Frau in Braunau
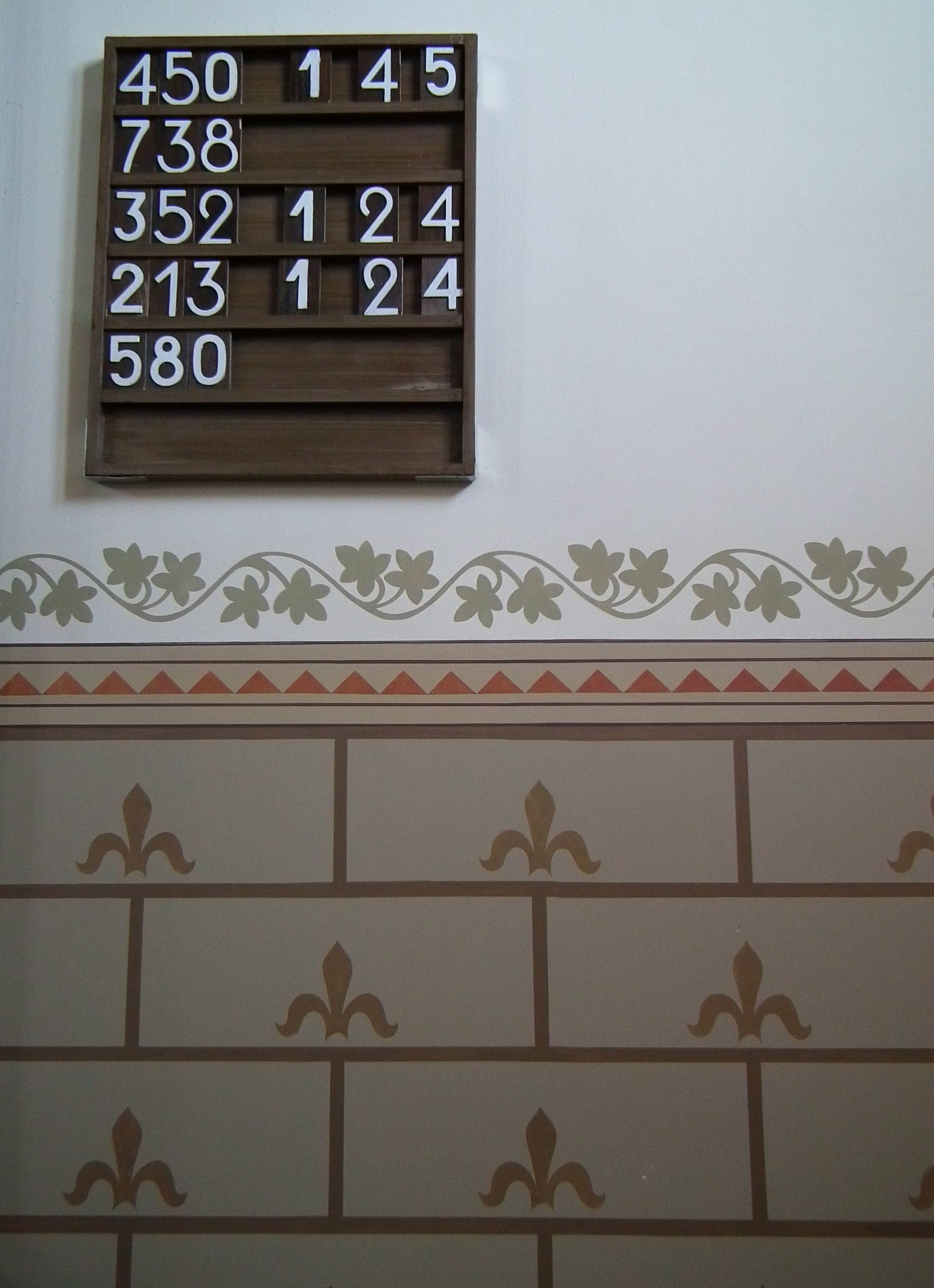
Schablonenmalerei an der Innenwand der Stadtkirche in Ladenburg, darüber die hölzerne Anschlagtafel für die Liednummern
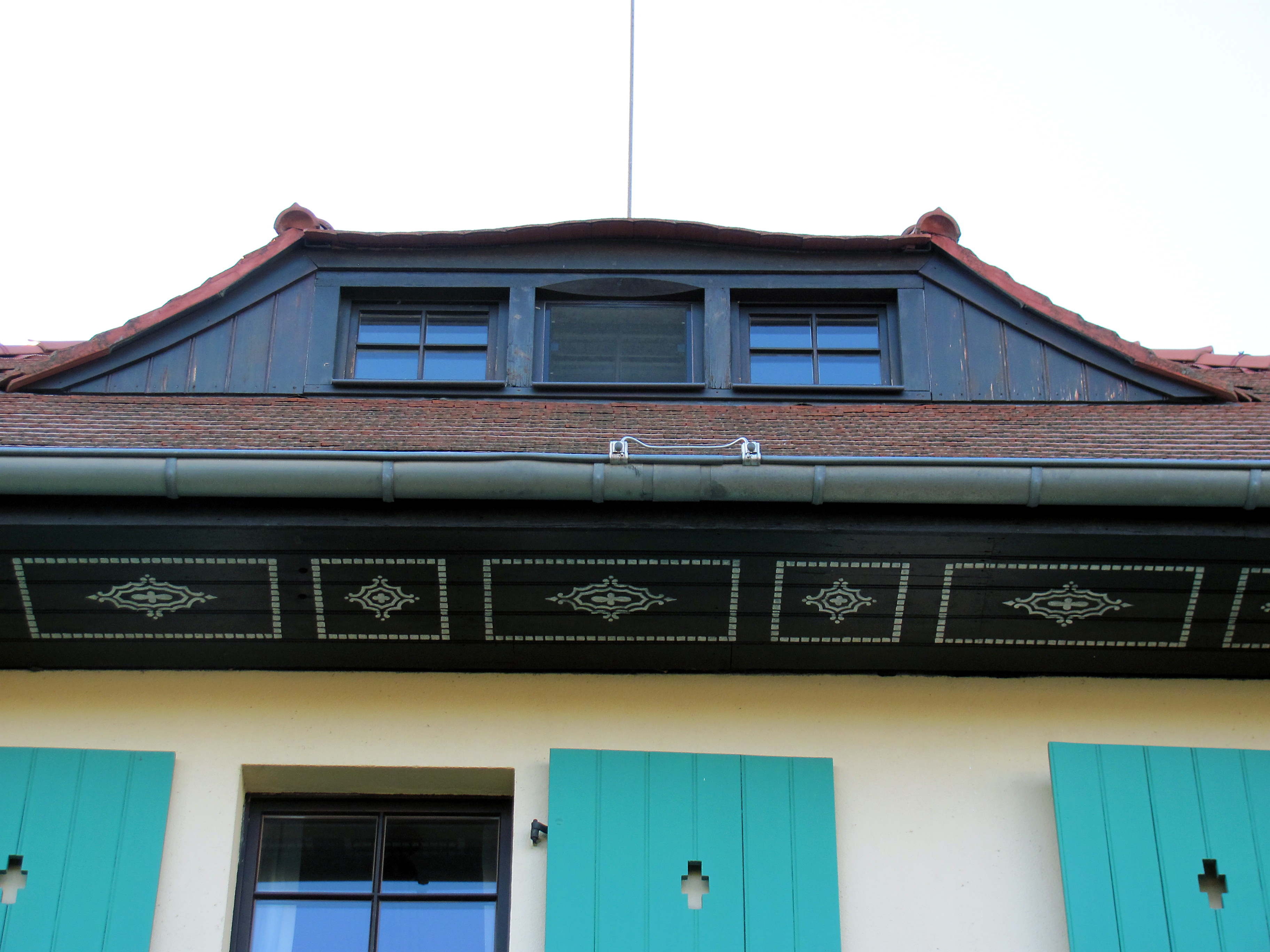
Untertraufmalerei mit Hilfe von Schablonen am Landhaus Bernhard Kraetzner
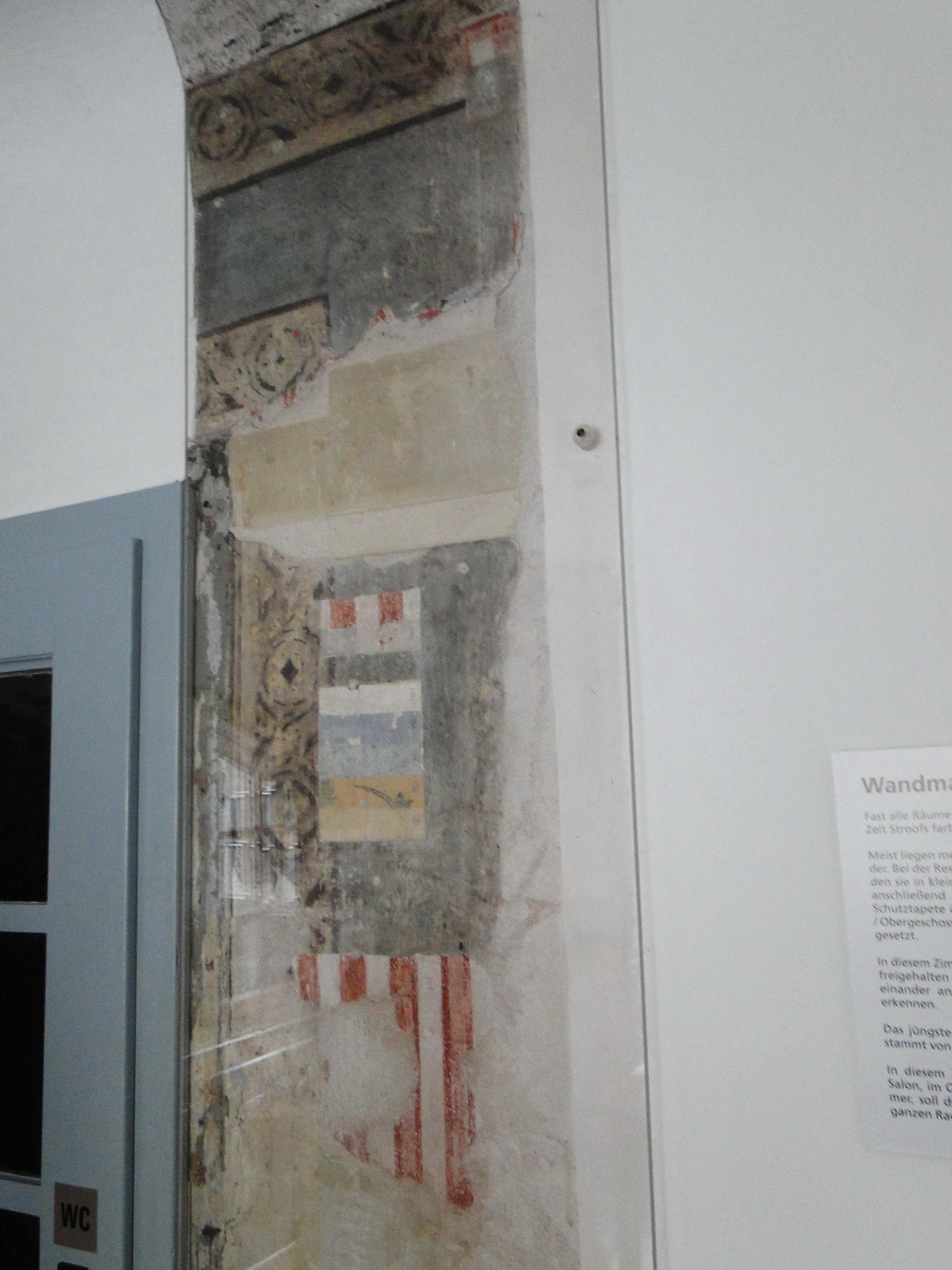
Freigelegte Schablonenmalerei aus dem 19. Jahrhundert im Haus Stroof in Vilich